# Haumeafamiljen

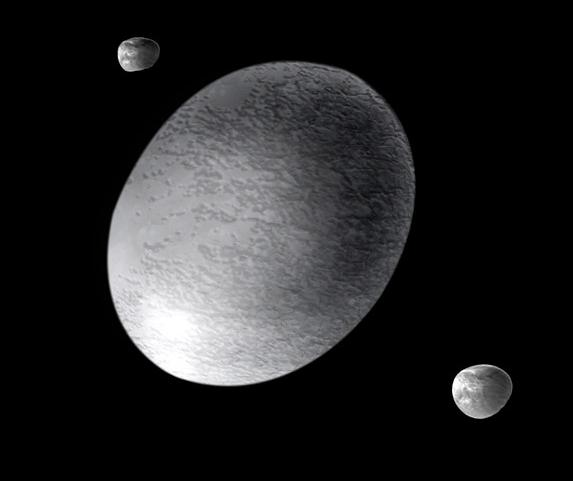
Haumea och dess månar

Haumeafamiljen är en grupp av astronomiska objekt i Kuiperbältet som tros ha ett gemensamt ursprung i en kollision längre tillbaka i solsystemets historia. Det största kända objektet i gruppen är dvärgplaneten Haumea. Exempel på andra objekt i gruppen är Haumeas två naturliga satelliter Hiʻiaka och Namaka samt småplaneterna (19308) 1996 TO66, (24835) 1995 SM55, (55636) 2002 TX300 och (86047) 1999 OY3.
Det som kännetecknar dessa objekt är att deras omloppsbanor har vissa likheter med Haumea. Deras yta kännetecknas av att den innehåller större mängder vattenis och saknar komplexa kolföreningar.